# سو سوکی
سو سوکی (انگلیسی: Song Suqing; ۱ ژانویهٔ ۱۴۴۵ – ۶ مهٔ ۱۵۲۵) اهالی کسب‌وکار در دوره موروماچی و کسی بود که به عنوان فرزند به هیئت‌های اعزامی ژاپنی به مینگ چین فروخته شده بود.